# Teoria del funcional de la densitat
La teoria del funcional de la densitat (de sigles DFT, provinent de la denominació anglesa Density Functional Theory) és un mètode mecanicoquàntic usat en física i química per investigar l'estructura electrònica de sistemes amb múltiples partícules, en particular molècules i fases condensades. DFT és un dels mètodes més populars i versàtil en física de la matèria condensada, física computacional i química computacional.

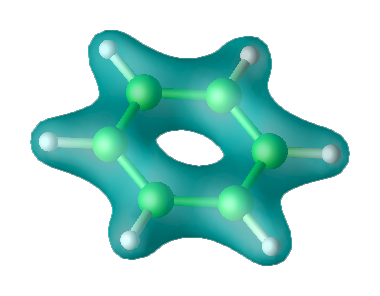
Representació de la densitat electrònica d'una molècula de Benzè en l'estat fonamental.

Es basa en l'ús de la densitat electrònica com a variable bàsica per solucionar l'equació de Schrödinger independent del temps per obtenir l'energia electrònica. Apareix com a contrapartida als mètodes ab initio, que es basen en la funció d'ona per calcular l'energia.

## Inicis del DFT
El predecessor del DFT és l'anomenat model de Thomas i Fermi, creat el 1927. Van suposar que els electrons estaven distribuïts uniformement en l'espai, continguent 2 electrons en un volum igual a la constant de Planck al cub. Així van poder fer una aproximació a l'energia cinètica dels electrons a partir de la densitat electrònica. El 1928, Dirac va incloure al model el funcional de bescanvi, que incloïa el terme energètic provinent del principi de Pauli, degut a l'espín dels electrons. El model estava basat exclusivament en la densitat electrònica, però els seus resultats no van ser bons i el model va ser abandonat.

## Teoremes de Hohenberg i Kohn
No va ser fins al 1964 que va arribar una justificació formal al fet d'usar la densitat electrònica per a calcular l'energia. La justificació ve donada en dos teoremes, els teoremes de Hohenberg i Kohn.
El primer d'aquests teoremes diu que existeix una correspondència injectiva entre la densitat electrònica i el potencial extern, és a dir, que la densitat determina completament i únicament l'energia del sistema.
El segon teorema estableix el teorema variacional usant la densitat electrònica. Qualsevol densitat de prova, és a dir qualsevol aproximació a la densitat electrònica, dona una energia superior a l'energia real del sistema.

## Les equacions de Kohn i Sham
Les equacions de Kohn i Sham aporten una via pràctica per realitzar càlculs d'energia. Es basen a modelar l'energia cinètica a través d'un model en el qual els electrons no interaccionen i deixar tots els termes no calculables a un funcional de la densitat, anomenat funcional de correlació i bescanvi. El funcional de correlació i bescanvi conté l'energia de correlació entre electrons degut al fet que, en ser càrregues negatives, tenen regions de l'espai prohibides. També conté l'energia de bescanvi degut a la interacció entre els electrons del mateix espín. Finalment, conté la part de l'energia cinètica no considerada en l'aproximació que els electrons no interaccionen. Malauradament, no es coneix la forma exacta del funcional de correlació i bescanvi, tot i que existeixen aproximacions que donen resultats força acurats.

## Avantatges del DFT sobre els mètodesab inito
Un dels fets que ha fet més famosos els mètodes basats en la densitat, és el fet que els seus càlculs són molt més veloços que els corresponents mètodes ab initio. Això ha permès fer simulacions de sòlids, catalitzadors, compostos de coordinació, proteïnes,.... acuradament que amb els mètodes ab initio no era possible.